# Dechanthof (Thalgau)

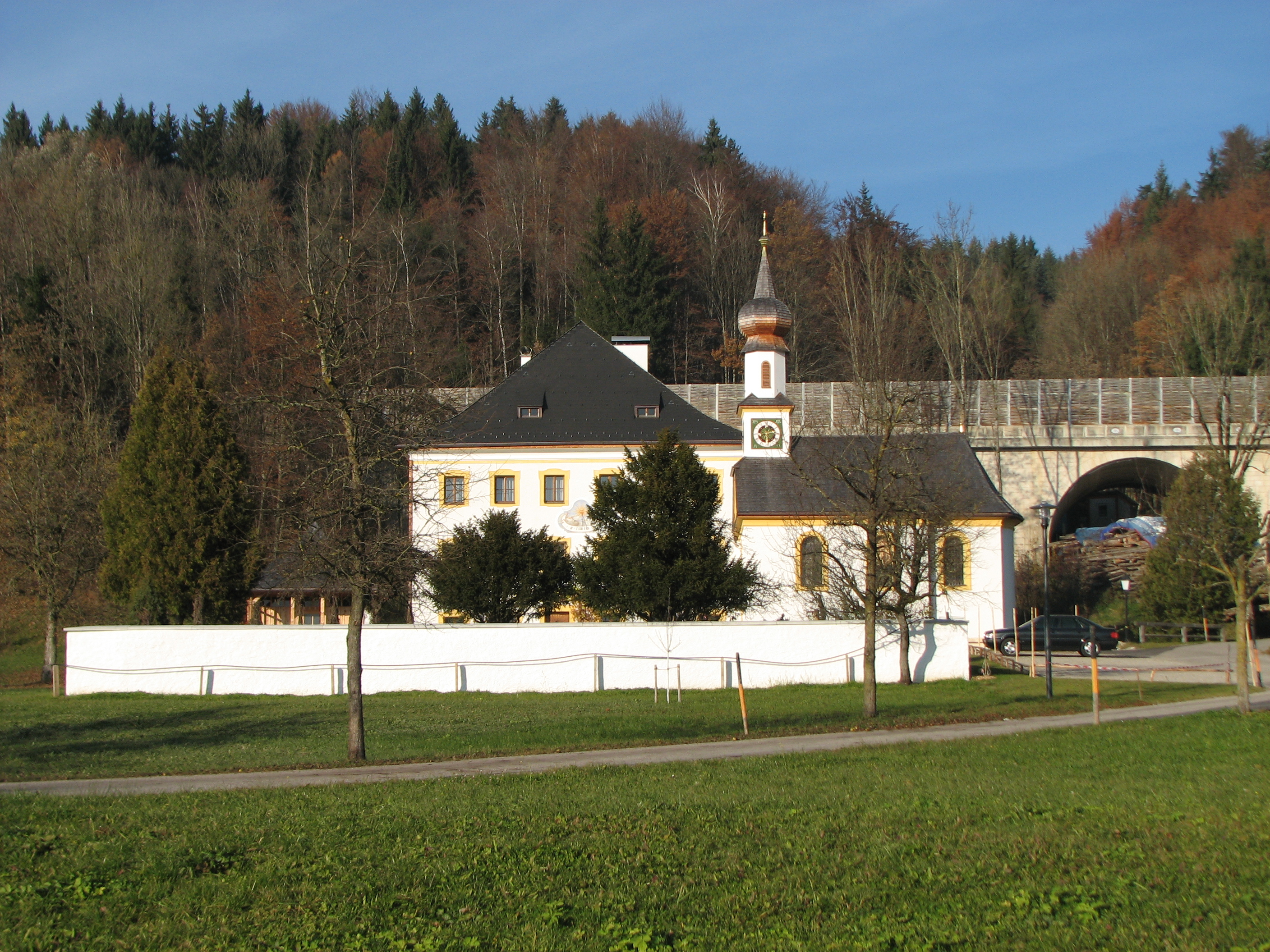
Gesamtanlage Dechanthof Thalgau

Der Dechanthof von Thalgau liegt etwa einen Kilometer nördlich des Ortszentrums am Fuß des Thalgauberges und dient seit langem als Pfarrhof von Thalgau im österreichischen Bundesland Salzburg, und Sitz des Dechants des Dekanat Thalgau.

## Das Anwesen
Zu dem Dechanthof gehört ein ehemals von dem jeweiligen Pfarrer bewirtschafteter Bauernhof, die Kreuzkapelle und das sogenannte Pfarrhofstöckl (früher auch „Knechtstöckl“ genannt), in dem die Dienstboten und Pächterfamilien untergebracht waren; dieses ist seit den 1980er Jahren zu einem Pfarr- und Veranstaltungszentrum ausgebaut worden. Der zugehörige Bauernhof (Dechantshofgut) wurde bis 1979 von Pächtern bestellt. Heute werden die Felder durch Thalgauer Bauern bewirtschaftet. Der architektonische Eindruck des Ensembles wird durch die in unmittelbarer Nähe oberhalb verlaufende Westautobahn etwas beeinträchtigt.
Dechanthof wie Pfarrhofkapelle hl. Kreuz stehen unter Denkmalschutz.

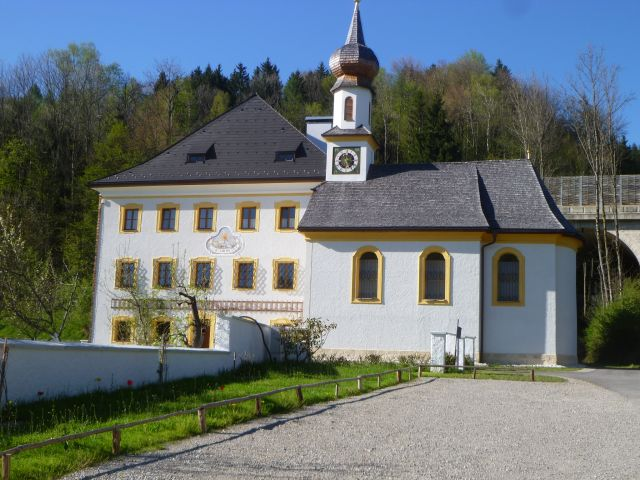
Kreuzkapelle
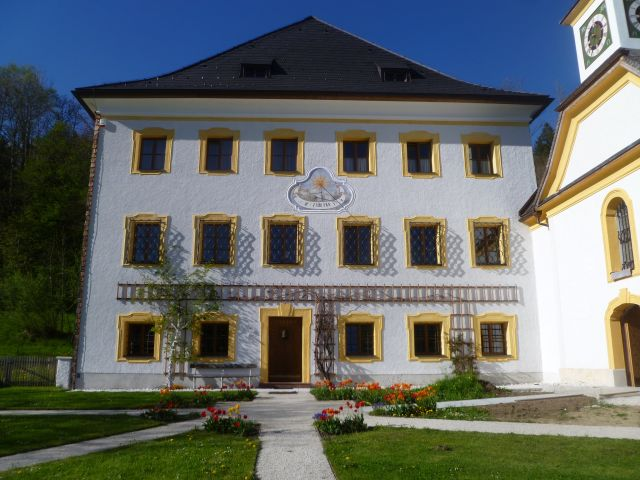
Dechanthof in Thalgau
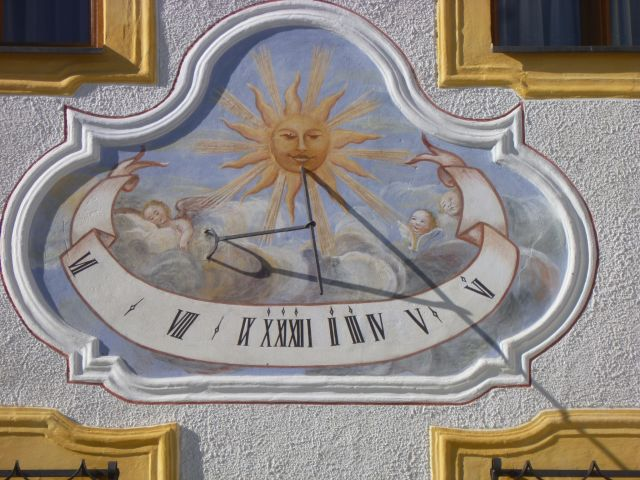
Sonnenuhr auf dem Dechanthof

### Dechanthof
Ein marmorner Reliefstein im Flur des Dechanthofes erinnert an die grundlegenden Um- bzw. Neubau unter Pfarrer Wolfgang Haberl im Jahre 1583. Im 2. Stock des Dechantshofes wurde eine 1601 geweihte Beichtkapelle eingebaut. 1722 ließ Pfarrer G. S. von Gabelkoven das Haus in die heutige Gestalt mit geschwungenen Fensterumrahmungen und großem Zeltdach bringen.

### Kreuzkapelle
Die neben dem Pfarrhof stehende Kreuzkapelle ließ Pfarrer J. G. Griennagel aus eigenen Mitteln 1754–1755 zu Ehren des hl. Kreuzes und der hl. Maria Magdalena errichten. Er bestimmte sie auch als seine Grablege. Die zwei Rokokobeichtstühle sind von der alten Hauskapelle übernommen worden. Bei der neuen Kapelle handelt es sich um einen zweiachsigen Saalbau mit eingezogenem Chor. Über dem Westgiebel erhebt sich ein Dachreiter mit achtseitigem Aufsatz und Zwiebelhaube. Der Innenraum ist mit Stichkappentonnen überwölbt und mit Rokoko-Stuckaturen (Rocaillen, Palmzweige, Gitterfelder) verziert. An der Decke des Langhauses ist im zentralen Feld als Relief Mose mit der kupfernen Schlange dargestellt. Durch den Anblick der Schlange auf der Signalstange erlangten die Israeliten, die von Giftschlangen gebissen worden waren, Heilung. Im Chorgewölbe erscheint das Auge im Dreieck als Symbol für den dreifaltigen Gott. Vier Putti mit Leidenswerkzeugen stellen thematisch die Klammer zum Hochaltar her. Dort ist unter einem roten Baldachin eine Kreuzigungsgruppe aufgestellt. Sie stammt samt den knienden Engeln und den Blütenvasen auf den Opfergangsportalen vermutlich von Sebastian Eberl. Zwischen den Säulchen sind auf Konsolen Statuetten der vier lateinischen Kirchenväter (Ambrosius, Hieronymus, Gregor der Große, Augustinus) angebracht. An den Seitenwänden sind zwei weitere Skulpturen (wohl ebenfalls von Sebastian Eberl) angebracht: links eine Pietà, rechts eine Büste des hl. Josef. Das Orgelpositiv auf der kleinen Empore stammt aus der Zeit um 1700. Die Renovierung der Kreuzkapelle wurde im Mai 2012 abgeschlossen.

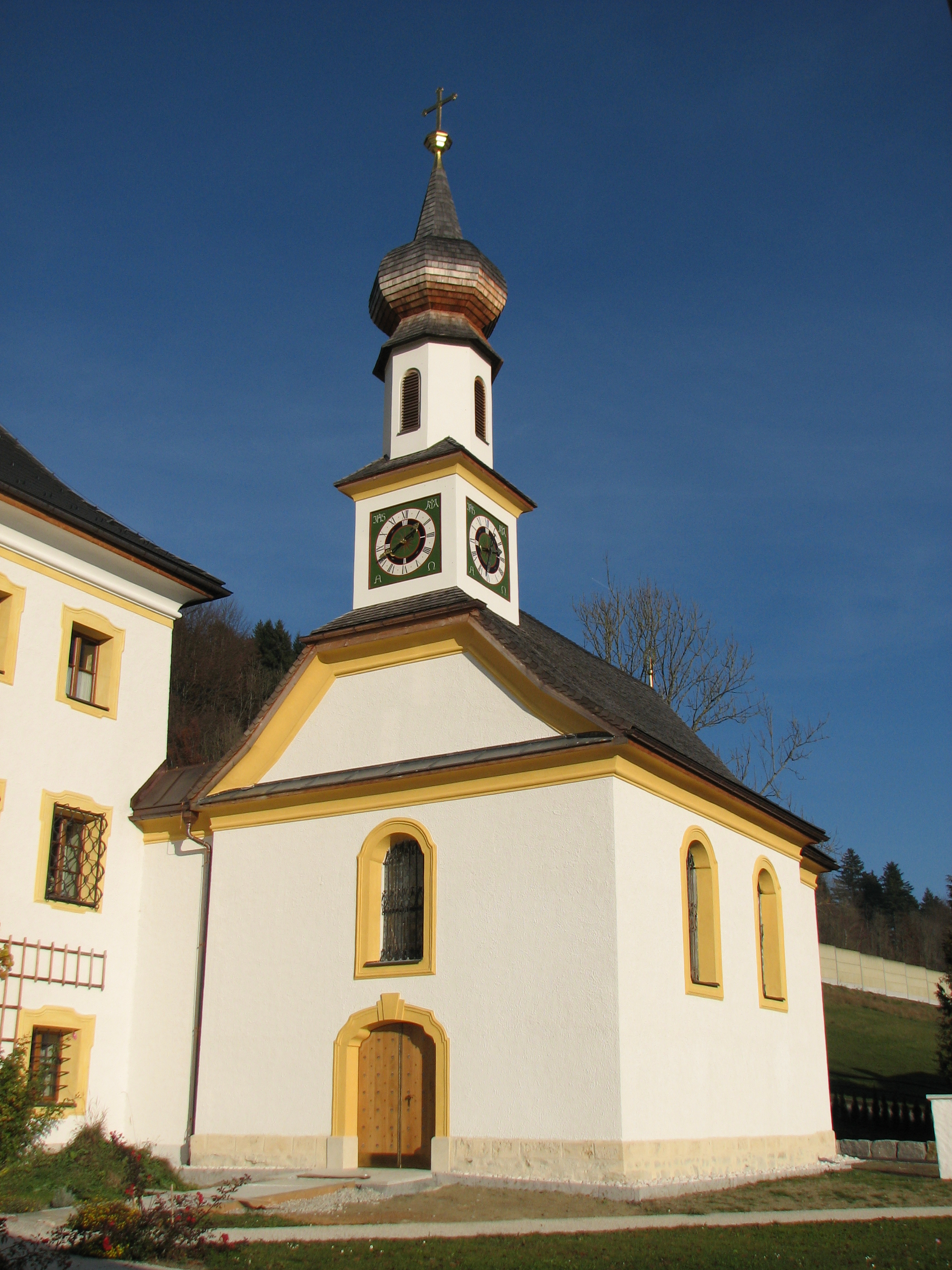
Kreuzkapelle beim Dechanthof
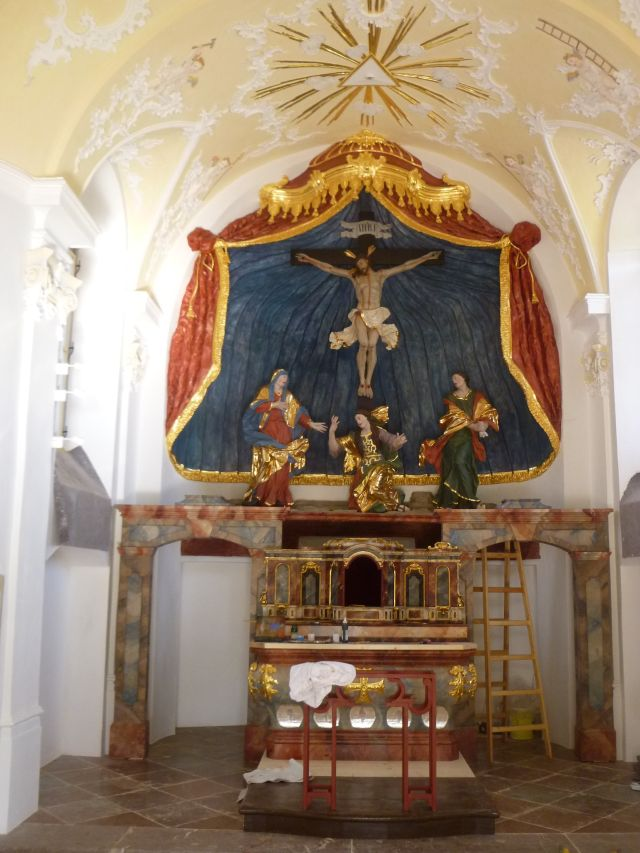
Kreuzkapelle: Hochaltar
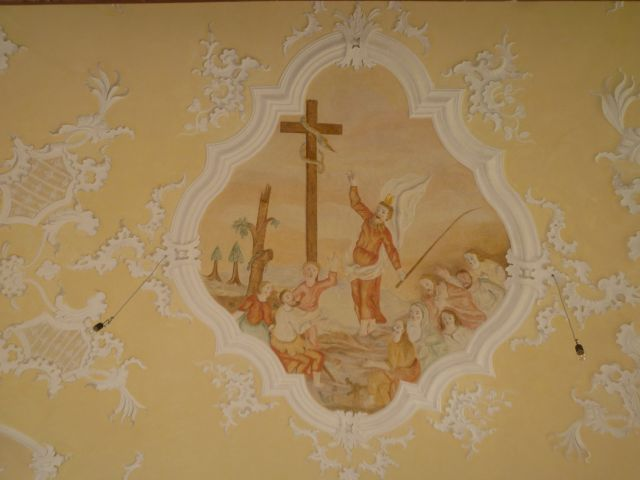
Kreuzkapelle: Deckengemälde